# Tunis
Tunis (arapski: تونس), službeno Tuniška Republika (الجمهورية التونسية), magrebška je država koja na sjeveru i na istoku graniči sa Sredozemnim morem. Na zapadu ima granicu s Alžirom (965 km) te na jugoistoku s Libijom (459 km). Ime države dolazi od imena njezina glavnog grada, Tunisa, koji se nalazi na sjeveru zemlje.
Oko 40 % teritorija zemlje pokriva saharska pustinja, dok je ostatak zemlje vrlo plodan. Ovaj prostor kolijevka je kartaške civilizacije te poslije žitnica Rimskog imperija.
Od 1957. godine, Tunis je predsjednička republika. Danas je član brojnih svjetskih i regionalnih organizacija uključujući Arapsku Ligu, Afričku Uniju te Zajednicu sahelo-saharskih država

## Povijest
Glavni članci: Povijest Tunisa i Kronologija Tunisa

### Davna povijest
Brojni tragovi ljudske aktivnosti iz doba donjeg paleolitika svjedoče o pradavnim stanovnicima današnjeg Tunisa. Štoviše, ovdje je otkrivena (20 kilometara istočno od Gafse) najstarija religijska građevina na svijetu (stara više od 40 000 godina) koja se sastoji od više predmeta posvećenih duhovima ili silama prirode. U neolitiku se pojavila priobalna ibero-mauretanska civilizacija te kapsijanska kultura. U to vrijeme čovjekova je nazočnost uvjetovala oblikovanje Sahare koja je tad poprimila sadašnju klimu. U to isto vrijeme stanovništvo današnjeg Tunisa počelo se povećavati dolaskom Berbera.
Tunis je ušao u povijest dolaskom Feničana koji su, razvijajući svoju trgovačku mrežu, osnovali niz postaja u zapadnom dijelu Sredozemlja te izvan Gibraltarskog tjesnaca. Jedna od najznačajnijih takvih postaja bila je Kartaga koju su Tirani osnovali na tuniškoj obali 814. pr. Kr. Po legendi grad je osnovala kraljica Elisa (Didona u Rimljana), sestra Pigmaliona, tirskog kralja.

### Od punske do rimske Kartage
Između 6. i 5. stoljeća pr. Kr. rivalstvo s Grcima potaklo je Kartagu na jače razvijanje vlastitog položaja: uskoro je kontrolirala cijeli sjeveroistok zemlje te je pojačala svoj autoritet nad drugim feničkim teritorijima na afričkoj obali. Tada se proširuje na sjever, privučena trgovinom kositrom, te na jug, radi trgovine zlatom sa Sudanom.
Početkom 3. stoljeća pr. Kr. Kartaga je postala velika pomorska i trgovačka sila koja je potpuno kontrolirala trgovinu i plovidbu u vodama zapadnog Sredozemlja. Posjedovala je brojna područja i izvan Afrike: jug Iberskog poluotoka, zapad Sicilije, Korziku, Sardiniju i Maltu. Nesposobnost uključivanja berberskog stanovništva u svoju civilizaciju Kartagu je učinila ranjivom, kada su Rimljani istisnuli Grke kao glavne takmace. U natjecanju kontrole zapadnog Sredozemlja, dvije su sile ušle u sukob (Punski ratovi). Posjed Sicilije bio je u središtu ovog sukoba koji su se vodili tri puta između ova dva grada, počevši od 264. pr. Kr.
Pobuna Berbera tijekom Prvog punskog rata pridonijela je pobjedi Rima nad Kartagom.
Pobjeda Hanibala u bitci kod Kane 216. pr. Kr. dala je Kartažanima prednost, ali krajem Drugog punskog rata opet je izbila berberska pobuna pod vodstvom kralja Masinise, koja je rezultirala osvajanjem brojnih kartaških teritorija. Naposljetku, na kraju Trećeg punskog rata, Rim potpuno uništava Kartagu te se postavlja na ruševinama grada 146. pr. Kr. Kraj Punskih ratova obilježava uspostava rimske provincije Afrike. Utika je postala prvi glavni grad, ali je mjesto stare Kartage i dalje imalo veliku važnost zbog svojih prednosti. 44. pr. Kr. Julije Cezar odlučuje ondje osnovati koloniju, ali to se ostvaruje tek za vrijeme Augusta, nekoliko desetljeća kasnije.
Poslije Kartaga postaje glavni grad provincije. To je razdoblje blagostanja i napretka, kada Afrika postane važan dobavljač pšenice i ulja za Rim. Slavna kružna kartaška luka pretvorena je u luku za flotu brodova koji su prevozili žitarice za Rim. Kao integralni dio Republike, pa poslije Carstva, zajedno s Numidijom, Tunis je postao središte rimsko-afričke civilizacije.

### Pokrštavanje
Kršćanstvo se javlja u ovim predjelima u vrijeme kada je najviše bilo zastupljeno poganstvo, te kao i u ostatku Magreba, nije dobro prihvaćeno kod pučanstva. U 2. stoljeću na snagu stupaju carske mjere o bogoštovlju koje su snažno provođene. Svi koji su odbijali štovati službeni kult podvrgnuti su torturi. Onima koji su ustrajali u odbijanju službene religije zaplijenjena su sva dobra te su prognani ili deportirani. Unatoč ovoj teškoj situaciji, nova religija razvijala se brže nego u Europi, pogotovo zbog društvene uloge koju je Crkva imala u drugoj polovici 3. stoljeća. Afrička Crkva razvijala se vrlo brzo te je Kartaga u 4. stoljeću postala jedan od duhovnih središta Zapada. Tertulijan, sveti Ciprijan, sveti Aurelije bili su na određeni način donatisti, a ta doktrina, koja je bila u usponu između 4. i 5. stoljeća, poslije je proglašena heretičnom.
Godine 429., pod vodstvom Genzerika, Vandali prelaze Gibraltarski tjesnac. Deset godina kasnije, nakon napuštanja Hipona, ulaze u Kartagu, gdje osnivaju svoje kraljevstvo na gotovo jedno stoljeće. Bili su arijanci, što nije olakšavalo njihov odnos s većinskim katoličkim stanovništvom. Budući da se stanovništvo vjerno Crkvi pokušalo suprotstaviti Vandalima, mnogi su crkvenjaci mučeni, proganjani i zatvarani u logorima na jugu Gafse. Ipak, latinska kultura sačuvana je te je kršćanstvo bilo snažno zastupljeno. Vandali su postali vlasnici najbogatije rimske provincije u kojoj je život u to vrijeme bio poprilično lagodan. Regrutiranje vojske bilo je otežano te su Vandali počeli regrutirati autohtone, romanizirane Berbere.
Ipak, u nesposobnosti odbijanja neprijateljskih plemena, koja su se gomilala na njihovim granicama, poraz od 530. godine iskoristio je bizantski car Justinijan koji je zauzeo taj teritorij u rujnu 533. godine. Najveći dio vandalskog stanovništva porobljen je i deportiran na Orijent, dok je drugi dio, prisilno ili vlastitom voljom, uključen u bizantsku vojsku kao pomoćni vojnici. Justinijan je Kartagu učinio sjedištem svoje afričke dijeceze. Nakon monoteletske krize, bizantski carevi, suprotstavljeni lokalnoj Crkvi, okreću se od Kartage. Također, uz mnoge religijske svađe, Bizant nije uspio u svoje carstvo integrirati Berbere, koji su se pobunili nekoliko puta.

### Arabizacija i islamizacija Tunisa
Tri su podviga zaslužna za arapsko osvajanje Tunisa. Preobraćenja se nisu događala podjednako i bez otpora, ponegdje se događala potpuna apostazija, a ponegdje prihvaćanje sinkretizma. Arabizacija se događala polako i postupno.
Prvi pothvat počeo je 647. godine. Egzarh Grgur potučen je kod Sbeitle, što je pokazalo slabe točke Bizanta. 661. godine, dogodio se drugi pothvat koji je rezultirao zauzimanjem Bizerte. Treći pothvat, koji je 670. izvršio Oqba Ibn Nafaa (عقبة بن نافع), bio je ključan: Ibn Nafaa osniva grad Kairouan tijekom te iste godine, koji je postao središte raznih pohoda na sjever i zapad Magreba. Potpunu invaziju spriječilo je ubojstvo Ibn Nafae, 683. godine te je maurska vojska istjerala arapsku vojsku iz Kairouana. Arapi se vraćaju 688. godine, ali su izgurani u Libiju. 695. godine uspijeva im preotimanje Kartage od Grka, ali je Bizant ponovno zauzima 696. Grad je potpuno osvojen 698. godine. 
Za razliku od ostalih osvajača, Arapi se nisu zadovoljili samo osvajanjem obale te su zauzeli i unutrašnjost zemlje. Nakon grčevitog otpora, Berberi su se poslije poraza kod Kahene preobratili na religiju svojih novih osvajača. Ipak, brojni koji su odbili dominantnu religiju prihvatili su haridžijstvo (treća i najmanja grana islama, uz sunite i šijite), koji je smatran heretičnim, te zagovara jednakost svih muslimana, bez obzira na boju i klasu. 745. godine berberski haridžije osvajaju Kairouan. Regija je ostala pod vlašću Omejida do 750. godine.
Godine 800., kalif Harun al-Rašid, u Ifrikiji prepušta svoje moći emiru Ibrahimu ibn Al-Aglabu koji osniva dinastiju Aglabida, koja vlada idućih 100 godina. Tunis postaje važno kulturno središte u čijem je srcu Kairouan. Aglabidi osnivaju veliku ratnu flotu kako bi se obranili od prijetnji s mora. U prosincu 909. godine, Abu Abd Allah al-Husayn al-Shi'i, uz pomoć Berbera koji su odbijali aglabidsku vlast, najavljuje silazak Fatime Zahre (Muhamedove kćeri) te se proglašava vladarom i imamom Tunisa, i osniva šijitsku dinastiju Fatimida. Pojavljuju se kao protuteža aglabidskim i omejidskim kalifima, okupljenim oko sunitizma.
Godine 921. osnovan je grad Mahdia koji je proglašen glavnim gradom fatimidskog kalifata. Treći kalif Ismâ`îl al-Mansûr premješta glavni grad u Kairouan te osvaja Siciliju 948. godine. Kad su Fatimidi premjestili svoju bazu u Egipat 972. godine, Ziridi malo po malo stječu svoju nezavisnost. Raskid s Fatimidima dogodio se 1048. godine, kad je jedan vladar dobio od abasidskog kalifa naslov zapovjednika svih vjerovanja u cijelom Magrebu. Raskidom s Fatimidima počinje razdoblje oslobođenja Berbera. Kao osvetu, Fatimidi šalju egipatska nomadska plemena, Hilalite, u invaziju tog područja. Kairouan, iako utvrđen, odolijeva napadima pet godina, ali na kraju završava okupiran. Opljačkane su brojne trgovine i srušene javne zgrade te svetišta. Ova invazija srušila je razlike između berberskih nomada i sjedećih stanovnika te je rezultirala općim miješanjem stanovništva. Političke trzavice u Ifrikiji, potaknute nestankom Zirida, gurnule su državu u anarhiju. Mahdia, kao i drugi gradovi Ifrikije na kraju padaju u ruke almohadskom sultanu Abd al-Muminu, koji se u svojim pothvatima ustoličio na sjeveru Maroka, 1159. godine.
Dugo prije dolaska Hilalita, od druge polovice 7. stoljeća, u regiji se prihvaća islam, ali klasični arapski jezik ostaje prerogativa bogatijih građana i dvoranina. Nakon hilalitske invazije, berberski dijalekti prilagođavaju se, te neki potpuno nestaju u korist arapskog jezika.

### Razdoblje velikih osvajanja
Od prve trećine 12. stoljeća Tunis su često napadali Normani sa Sicilije i juga Italije (Kraljevina Sicilija). 1135. godine, normandski kralj Ruđer II. zauzima Djerbu. 1148. godine, u rukama Normana završavaju Mahdia, Sousse i Sfax. Ipak, postupno su istjerani iz Mahdije, njihova zadnjeg utvrđenja kojeg preuzimaju marokanski Almohadi u siječnju 1160. U isto vrijeme zbiva se ujedinjenje Magreba. Događa se cvjetanje gospodarstva te se uspostavljaju trgovačke veze s glavnim gradovima u Sredozemlju (Pisa, Genova, Marseille, Venecija i određeni gradovi u Španjolskoj). Ovaj uspon također se događa i u kulturi, s djelima poznatog povjesničara i sociologa Ibna Khalduna. Almohadi povjeravaju Tunis Abd al-Wâhid ibn Hafsiju, ali njegov sin Abû Zakariyâ' Yahyâ od njega se odvaja i osniva novu dinastiju Hafsida. Oni vladaju iduća tri stoljeća, a postaju potpuno nezavisni od 1236. godine. 15. i 16. stoljeće obilježava dolazak maurskih muslimana i andaluških Židova koji su istjerani iz Španjolske za vrijeme rekonkviste.
Početkom 16. stoljeća, Magreb je tresla velika politička kriza iz koje su se razvile razne kneževine i mnogi nezavisni lučki gradovi koji su se bavili gusarstvom. Španjolski vladari Ferdinand II. Aragonski i Isabela Kastilijanska, kako bi zaštitili svoje obale, nastavili su s rekonkvistom i u Magrebu. Za desetak godina, osvojili su više mjesta: Mers el Kébir, Oran, Béjaïa, Tripoli i otok kod Alžira. Kako bi oslobodili svoja područja, alžirske vlasti traže pomoć od dva poznata gusara: braće Arudža i Khaijra ad-Dina Barbarose. Ovaj potez obilježava početak razdoblja sukoba između Španjolske i Otomanskog Carstva o vlašću nad područjima Magreba te uopće zapadnog dijela Sredozemlja. 1534. godine Khaijr ad-Din osvaja grad Tunis, ali je prisiljen na bijeg, nakon što su grad osvojili Španjolci Karla Petog. Otomanska vlada tada odlučuje pribaviti flotu koja joj nedostaje. 1560. godine Dragut osvaja Djerbu te 35 godina kasnije grad Tunis konačno osvajaju Turci. 1575. godine Tunis postaje pokrajina u Otomanskom Carstvu, ali upravitelji većinom žive odsječeni u lukama, dok Beduini žive u ostalim područjima. Osvajanje unutrašnjosti postižu tek Ali-beg i Hamuda-beg. Grad Tunis, kao i Alžir i Tripoli, za kršćane postaju »barbareskna kraljevstva«. 
Krajem turske uprave, 1590. godine 4000 janjičara iz grada Tunisa na čelo države postavljaju dega te po njegovim naredbama bega koji je zadužen za kontrolu teritorija i sakupljanje poreza. Ubrzo beg postaje glavna ličnost namjesništva uz pašu, koji ima počasnu ulogu izaslanika otomanskog sultana, do te mjere da je 1612. godine, Murad I. osnovao begovsku dinastiju. U to vrijeme, zbog povećanja autonomije smanjuje se sultanova financijska potpora te se povećavaju gusarske aktivnosti.
1705. godine na vlast dolaze Huseinitski begovi za vrijeme kojih je država još uvijek bila otomanski vazal, ali je u biti funkcionirala kao nezavisna država te sultanu nije plaćan danak, nego su se slali darovi u Istanbul. U isto vrijeme događa se premještaj trgovine na Atlantik, a i loše begovsko vodstvo izaziva financijsko gušenje ovog područja kojeg sve više i više priželjkuju Europljani.

### Protektorat i nacionalistička borba
Tunis je postao važna strateška točka za kontrolu zapadnog i istočnog Sredozemlja. Tako je postao predmet nadmetanja između Francuske i Italije. Francuska je željela osigurati svoje alžirske posjede i spriječiti Italiju u ugrožavanju francuskih interesa u Egiptu i Levantu te preuzimanju kontrole nad pristupom istočnom Sredozemlju. Vođe tada mladog Talijanskog Kraljevstva žele proširiti svoju kolonijalnu politiku na ovo područje, na kojem bi većina europske manjine bili Talijani. 1869. godine Tunis je proglasio bankrot te su francuski, talijanski i britanski izaslanici preuzeli kontrolu nad gospodarstvom. Pod izgovorom da je tuniška vojska prešla alžirsku granicu, u travnju 1881. godine francuske trupe upadaju u Tunis i za tri tjedna bez otpora ulaze u grad Tunis. Sandok-beg bez pokušaja otpora, 12. svibnja, pristao je na potpisivanje Sporazuma u Bardu kojim je Tunis postao francuski protektorat. 1883. godine, nakon obuzdavanja pobune plemena, Francuzi povjeravaju organizaciju ovog područja rezidentalnom generalu Paulu Cambonu. Poslije razdoblja vojne uprave, civilni upravitelji iz Alžira preuzimaju ulogu lokalnih kaida.
Zemlju obuhvaćaju temeljite promjene na svim područjima: dobiva željezničku, cestovnu i lučku infrastrukturu, dok je cilj kolonizacije izrabljivanje resursa zemlje. Tako je započelo izrabljivanje rudnih bogatstava te su vršene velike investicije u mehaniziranu poljoprivredu s velikim prinosima. Ubrzani razvoj gospodarstva dovodi do stvaranja građanskog reformizma, nacionalističkog vrenja i povećane osjetljivosti autohtonog stanovništva. Pokret narodnog oslobođenja počinje s intelektualcima na fakultetu Sadiki pa onda u Francuskoj: skupina Mladi Tunižani okuplja se oko Ali Bacha Hambe i Béchira Sfara. 1911. godine, u vrijeme talijansko-turskog rata, u gradu Tunisu započela je pobuna, čime su započele aktivnosti pokreta koji je naišao na težak otpor.
Poslije Prvog svjetskog rata, 1920. godine, osniva se stranka Destour koja obnavlja nacionalistički pokret, kojeg od tad tresu uhićenja i egzili. Kriza 1930-ih godina te političke promjene u Francuskoj i Europi pridonose stvaranju novih političkih, kulturnih, sportskih i drugih organizacija. Zbog ovih novih promjena, Habib Bourguiba uz pomoć istomišljenika kao: Mahmoud Materi, Tahar Sfar i Bahri Guiga, napuštaju Destour i 2. ožujka 1934. godine, osnivaju Néo-Destour. Vlasti protektorata svim mogućim sredstvima pokušavaju očuvati uspostavljeni red: vođe Néo-Destoura deportirane su na jug zemlje te oslobođeni za vrijeme vlade Léona Bluma koji započinje pregovore. Krvavi incidenti u srpnju 1938. godine ponovno rezultiraju uhićenjima vođa Néo-Destour i proglašavanju opsadnog stanja.
Za vrijeme Drugog svjetskog rata, u Tunisu se zbivaju prve zajedničke operacije između američke i britanske vojske, 1942. i 1943. godine. Glavnina britanske vojske, pod zapovjedništvom generala Bernarda Montgomeryja, počela je napredovati iz Libije, poslije pobjede u bitci kod El-Alameina u smjeru južnog Tunisa (Marethova linija), dok su snage SAD-a i drugih saveznika napredovale sa zapada, nakon iskrcavanja u Alžiru i Maroku (Operacija Torch). Budući da je Njemačka tad bila zauzeta bitkom kod Staljingrada, ratni pohod u Tunisu ne smatra se velikim događajem, ali je imao važne rezultate: otvorio je Saveznicima put prema Siciliji i Italiji. Ovaj sukob zaustavlja akcije nacionalista, dok se pokret krajem 1940-ih snažno pojačava. Kako bi se kanalizirale težnje nacionalista, poslije njemačke okupacije zemlje uklonjen je Moncef-beg (studeni 1942. – svibanj 1943.) zbog kolaboracije s režimom iz Vichyja te je postavljen njegov rođak Lamine-beg.
U kolovozu 1950. godine, Lamine-beg osniva vladu u kojoj sudjeluje glavni tajnik Néo-Destoura. Nova monarhija nije zadovoljila Bourguibu, koji vodi oružani ustanak, ali je ponovno zaustavljen u siječnju 1952. godine. 1954. godine dolazi do velikih promjena dolaskom Pierrea Mendèsa Francea na čelo francuske vlade te je Francuska odlučila pregovarati s nacionalistima. U govoru u Kartagi 31. srpnja Mendès France pristaje na sporazum o autonomiji koji je potpisan 3. lipnja 1955. s Taharom Benom Ammarom. 20. ožujka 1956. godine protokolom je ukinut Sporazum u Bardu te je priznata neovisnost Tunisa.

### Nezavisni Tunis
Néo-Destour na izborima u ožujku 1956. godine osvaja 95 % glasova. Bourguiba dolazi na čelo vlade i uništava opoziciju Salaha Ben Youssefa, miče Lamine-bega i 25. srpnja 1957. godine, proglašava republiku, čiji je on postao prvi predsjednik. Postavlja režim koji nastoji u isto vrijeme biti moderan (laikizacija u obrazovanju, ukidanje starih religijskih pravila itd.), liberalan (proznavanje osnovnih sloboda) i socijalistički (agrarna reforma i planska privreda). Odnosi s Francuskom bili su u početku teški, 1961. godine izbila je bizertska kriza (posljednja francuska vojna baza u Tunisu koja je na kraju evakuirana 15. prosinca 1963. godine).
U prvim godinama nezavisnosti ova je politika izazvala nezadovoljstvo. Nova nacionalizacija zemljišta, 1964. godine, izaziva suspenziju financijske pomoći od Francuske. U rujnu je snažno pala vrijednost tuniškog dinara. Ponovno izabran 8. studenog, Bourguibu su snažno kritizirale ostale arapske države, zbog umjerene politike prema Izraelu i palestinskom pitanju. Ukinuti su diplomatski odnosi s Egiptom u listopadu 1967. te sa Sirijom u svibnju 1968. godine.
Pogoršavanje odnosa između Destourijanske socijalističke partije (PSD) i Tuniškog općeg sindikata rada (UGTT) rezultirali su uhićenjem i osuđivanjem Habiba Achoura, glavnog tajnika sindikata u siječnju 1966. Projekt ubrzanja agrarne reforme uzrokovao je opće nezadovoljstvo. U studenom 1969. godine, ministar zadužen za taj projekt, Ahmed Ben Salah, smijenjen je i isključen iz stranke. Poslije ponovnog izbora Bourguibe, 2. studenog, premijer Bahi Ladgham završava agrarnu reformu, povisuje plaće radnicima i snižava cijene.
Na kongresu PSD-a (listopad 1971.) jačaju liberali, ali su izolirani od političkog djelovanja. Njihov predvodnik, ministar unutrašnjih poslova Ahmed Mestiri, isključen je iz stranke u siječnju 1972. U siječnju 1974., Bourguiba i pukovnik Moamer Gadafi, odlučuju spojiti Tunis i Libiju. Projekt je ukinut u ožujku te je ministar vanjskih poslova Mohamed Masmoudi izbačen iz vlade. Izabran za doživotnog predsjednika PSD-a, Bourguiba odlučuje ukinuti opoziciju i uvesti jednostranački režim. Bourguiba je ponovno za predsjednika izabran 3. studenog, a u ožujku 1975. godine proglašen je doživotnim predsjednikom. Iza toga su slijedile mnoge krize, jedna za drugom. UGTT 26. siječnja 1978., proglašava opći štrajk, koji je prerastao u pobunu koju je brutalno ugušila vojska. Glavne vođe sindikata uhićene su, a Achour je osuđen na 10 godina prisilnog rada. Zbog opće prijetnje vođe UGTT-a amnestirane su (osim Ben Salah) te je na kongresu PSD-a (travanj 1981.) Bourguiba priznao sindikatima pravo na autonomiju i razvoj prema višestranačkom režimu. Ipak, velik rast cijena osnovnih namirnica izaziva više štrajkova početkom 1984. godine.
Proglašen „zdravstveno nesposobnim”, predsjednik Bourguiba 7. studenog 1987. smijenjen je u skladu s ustavom te ga je zamijenio premijer Zine El-Abidine Ben Ali. PSD doživljava velike strukturalne promjene i postaje RCD te se ukida opcija doživotnog predsjednika. 2. travnja 1989. godine Ben Ali izabran je za predsjednika te RCD dobiva gotovo sva mjesta u parlamentu. U kasnijem razdoblju dogodili su se neki teški incidenti, 8. svibnja 1991. na sveučilišnom kampusu u gradu Tunisu ubijena su dva studenta. 22. svibnja otkriven je plan islamističke organizacije Ennahda o atentatu na predsjednika Bena Alija. Petorica odgovornih za krvavi napad 17. veljače na RCD u središtu grada Tunisa pogubljeni su 9. listopada. U lipnju 1992. godine raspuštena je Tuniška liga za ljudska prava te je u dva sudska procesa osuđeno 279 islamista za urotu iz 1991. godine. Glavni vođe Ennahde, od kojih su neki izbjegli, osuđeni su na doživotni zatvor. Nakon toga slijedila je liberalizacija gospodarstva te se dogodio velik ekonomski procvat.
Ben Ali ponovno je izabran 1994. godine te je povećao svoju ulogu u državi i nastavio oštro odgovarati na islamističke prijetnje. Promjena izbornog zakona omogućila je opozicijskim strankama zasjedanje u parlamentu, ali na lokalnim izborima 1995. godine opozicija je u cijeloj zemlji osvojila samo 6 od 4090 mjesta. Ben Ali ponovno je izabran 1999. te 2004. godine (nakon ustavne promjene).

## Politika

### Unutarnja politika
Predsjednik Tunisa izabire se svakih pet godina na općim predsjedničkim izborima te može biti izabran neograničen broj puta, glavno da ima manje od 75 godina. Zine El-Abidine Ben Ali za to je mjesto izabran 24. listopada 2004. godine te je trenutačno u četvrtom mandatu. Tunis je dosad, u svojoj novijoj povijesti, imao samo dva predsjednika: Habib Bourguiba (25. svibnja 1957. – 7. studenog 1987.) s idućim premijerima: Bahi Ladgham, Hédi Nouira, Mohamed Mzali, Rachid Sfar i Zine El-Abidine Ben Ali te Ben Ali (od 7. studenog 1987.) s idućim premijerima: Hédi Baccouche, Hamed Karoui i Mohamed Ghannouchi. Zakonodavna vlast, koja je dvodomna od 2002. godine, sastoji se od donjeg doma (Dom zastupnika) sa 189 zastupnika te gornjeg doma (Dom savjetnika) koji je s radom počeo 16. kolovoza 2005. sa 112 članova.
Trenutačni ustav proglašen je 1. lipnja 1959. godine, tri godine poslije nezavisnosti. Mijenjan je 2 puta: 12. srpnja 1988., kako bi se ograničio broj predsjedničkih mandata na 3 (poslije je Bourguiba proglašen doživotnim predsjednikom) te 1. lipnja 2002. na temelju referenduma koji je održan 26. svibnja iste godine: ova promjena ukida ograničenje predsjedničkih mandata, određuje najvišu starosnu dob koju može imati predsjednički kandidat, postavlja zakonski imunitet predsjednika (tijekom i poslije istjeka njegovih dužnosti) te postavlja dvodomni parlament.
RCD, trenutačna stranka na vlasti tijekom 25 godina bila je jedina legalna stranka - u vrijeme kad je nosila ime PSD. I danas ta stranka dominira političkim životom Tunisa s više od 2 milijuna registriranih članova. Na političkoj sceni Tunisa trenutačno se nalazi šest stranaka koji čini opoziciju, za koju je rezervirano 20 % od 182 zastupnička mjesta u Domu zastupnika.
Nedostatak političke transparentnosti, slaba sloboda izražavanja i cenzura (pogotovo u tisku i brojnim internetskim stranicama) čimbenici su zbog kojih je tunišku političku situaciju teško odrediti. Brojne međunarodne nevladine organizacije ukazuju na narušavanje ljudskih prava, pogotovo slobode izražavanja, političkih zarobljenika, upletanje zakonodavne vlasti u sudbenu, zatvorskim uvjetima i maltretiranju političkih neistomišljenika.

### Vanjska politika
Prvi tuniški predsjednik, Habib Bourguiba, tijekom hladnog rata izabrao je stranu nesvrstanih te je održavao bliske veze s Europom i SAD-om. Njegov nasljednik, Zine El-Abidine Ben Ali, također održava dobre veze Tunisa sa Zapadom te aktivnije sudjeluje u odnosima s arapskim i afričkim zemljama. Tunis materijalno pomaže Palestini te drugim arapskim i muslimanskim zemljama u krizi, kao npr. Libanonu, nakon izraelske invazije 2006. te Indoneziji, nakon cunamija 26. prosinca 2004. Od 1958. Tunis je član Arapske lige te je jedan od zemalja osnivačica Organizacije afričkog jedinstva, kojom je predsjedao od 1994. do 1995. te sudjelovao u osnivanju Afričke unije u srpnju 2002. Tunis također podupire razvoj Magrepške unije, koja uključuje i Alžir, Maroko, Mauritaniju i Libiju. Razvoj ove unije još je uvijek ograničen, zbog napetosti između Alžira i Maroka u pogledu Zapadne Sahare. U veljači 2001. godine Tunis pristupljuje Zajednici sahelo-saharskih država, a u 2003. godini udomljuje sjedište Afričke banke za razvoj.
Tunis je već dugo vremena zagovaratelj umjerene struje u pitanju Bliskog Istoka: Bourguiba je prvi arapski dužnosnik koji je priznao Izrael u govoru u Jerihonu, 3. ožujka 1965. godine. U državi se nalazilo sjedište Arapske lige od 1979. do 1989. te sjedište POO-a od 1982. do 1993. (sve do preseljenja u okupirani teritorij, iako je jedan dio još ostao u Tunisu. Tunis ima ulogu posrednika u ovom sukobu, prva je arapska država koja je primila izraelsku delegaciju (1993.) te je držala izaslanstvo u Izraelu, sve do početka Druge intifade, 2000. godine.
Uglavljen između Alžira i Libije, Tunis nastoji održavati dobre odnose sa susjednim državama, unatoč povremenim napetostima. Tunis i Alžir 1993. godine riješili su granične probleme te su započeli izgradnju plinovoda preko Sredozemnog mora u Italiju. Također je nedavno potpisan i sporazum s Alžirom o razdvajanju pomorske granice između dvije zemlje. Odnosi s drugom susjednom zemljom malo su teži, počevši od tuniškog otkazivanja sporazuma o osnivanju Tuniško-libijske unije, 1974. godine. Diplomatski odnosi narušeni su između 1976. i 1977. te ponovno 1980. godine, kada su libijski potpomognuti pobunjenici pokušali preuzeti grad Gafsu. 1982. godine Međunarodni sud pravde donio je odluku o upotrebi kontinentalnog šelfa (bogatog naftom) u korist Libije. Odnosi su se ponovo zategnuli 1985. godine američkim vojnim prijetnjama te su ponovno normalizirani 1987. godine. Iako je Tunis podržao sankcije UN-a Libiji, nakon čega su slijedili američki zračni napadi, Tunis je održao relativno dobre odnose s tom zemljom. Nakon što su Libiji ukinute sankcije 2003. godine, ona je ponovno postala veliki trgovački partner Tunisu. Ipak, dvije zemlje i dalje imaju neriješene nesuglasice u pitanju morske granice.
Tunis aktivno sudjeluje u Mediteranskom forumu, koji je 2005. održan u toj zemlji te je prva mediteranska zemlja koja je potpisala trgovački dogovor s EU. Sa svojim najbližim europskim susjedom, Maltom, Tunis trenutačno dogovara izrabljivanje nafte na morskom području između dvije zemlje.
Tuniška vanjska politika nije ograničena samo na regionalna pitanja. Na sastanku Generalne skupštine UN-a 1999. godine predsjednik Ben Ali pozvao je na stvaranje Svjetskog solidarnog fonda (inspiriran Fondom nacionalne solidarnosti u Tunisu) koji bi pomogao u borbi protiv siromaštva u najkritičnijim područjima na svijetu. Vijeće je 20. prosinca 2002. godine odobrilo taj prijedlog.

## Politička podjela
Tunis je podjeljen na 24 guvernorata ili vilaeta (francuski: gouvernorat, arapski: ولاي, latinično: vilaja ili wilaya) koji nose imena svojh glavnih mjesta: 
| Tunis تونس (Tunes), Ariana أريانة (Ariana), Ben Arous بن عروس (Ben 'Arus), Manouba منوبة (Manuba), Béja باجة (Beža)              |
| Jendouba جندوبة (Čenduba)/Tabarka, Le Kef الكاف (El-Kef), Siliana سليانة (Siliena), Bizerte بنزرت (Bisert), Nabeul, نابل (Nabel) |
| Zaghouan زغوان (Zaghuan), Gafsa قفصة (Gafsa), Kairouan القيروان (Kruen), Kasserine القصرين (Gasrin)                              |
| Mahdia المهدية (Mehdia), Monastir المنستير (Monastir), Sfax صفاقس (Sfaks), Sidi Bou Zid سيدي بوزيد (Sidi Bu Zid)                 |
| Sousse سوسة (Sus), Gabès قابس (Gebes), Kebili قبلي (Kibili), Medenine مدنين (Mednin), Tataouine تطاوين (Tatauin)                 |
| Tozeur توزر (Tuzer) |

Na čelu svake ove upravne jedinice nalazi se guverner ili valija (francuski: gouverneur, arapski:  والي, latinično: vali ili wali) kojeg imenuje predsjednik države. U izvršavanju svojih dužnosti, njima pomažu:
- lokalno vijeće za razvoj,
- ruralno vijeće,
- komitet četvrti.

Uz guvernere postoje i Regionalni savjeti tj. savjetnici, čiji je zadatak pobliže bavljenje gospodarskim, socijalnim i kulturnim pitanjima guvernorata. Oni se brinu za odnose guvernorata i države u izgradnji nekih državno važnih projekata, njihova budžetiranja i sl.

## Pravosuđe
Tuniški pravni sustav uvelike je inspiriran francuskim sustavom, kako u pogledu podjele (javno i privatno), tako i u pogledu strukture.
Iako mijenjan više puta, tuniški ustav garantira sljedeća osnovna prava:
- nezavisnost pravosuđa (čl. 65): prema ovom članku, sudstvo i suci uživaju potpunu nezavisnost. U stvarnosti, na tuniško pravosuđe i dalje utječe izvršna vlast. Kao Šef visokog vijeća magistrata, predsjednik, u vijeće, dekretom određuje magistrate, tj. članove;

- garancija osnovnih principa prava, kao pretpostavljanje nevinosti (čl. 12), neretroaktivnost zakona (čl. 13), nepovredivost doma, sloboda kretanja i sloboda mišljenja, izražavanja, izdavanja, okupljanja i udruživanja. Ova prava mogu biti ograničena ako je time ugrožena sigurnost države (čl. 8-10).

Pravosudni sustav određen je zakonom o pravnoj organizaciji iz 1967. te zakonom o kažnjavanju iz 1968. Pravosudni sustav sastoji se od dva velika dijela: civilne nadležnosti (obične, kažnjive i posebne) koja je pod upravom ministarstva pravosuđa te posebne nadležnosti (Visoki sud, Vojni sud itd.).

## Zemljopis
Tunis pokriva 163.610 km² što ga čini najmanjom državom u Magrebu. Reljef Tunisa poprilično je drukčiji od reljefa regije. Država ima obalu dugačku 1298 kilometara. Kroz zemlju se u smjeru jugozapad-sjeveroistok (Cap Bon) proteže planinski lanac, koji je dio istočnog dijela Atlasa. Između planina u toj regiji nalaze se doline te plodne ravnice. Najviša je točka Djebel Chambi (1544 m), a prosječna je visina 700 m. Sahara, koja se nalazi na jugu zemlje, pokriva oko 40 % teritorija Tunisa.
Najvažniji je vodotok rijeka Medjerda koja se ulijeva u Tuniški zaljev.
Najvažniji su prirodni resursi nafta, fosfati, željezna ruda, olovo, cink, sol i obradiva zemljišta.

### Klima
Klima Tunisa podložna je sredozemnim i saharskim utjecajima. Sastoji se od sedam bioklimatskih zona između kojih postoji velika razlika u mogućnostima uzgoja. Najveću klimatski granicu između sjevera i ostatka zemlje čini tuniški planinski lanac koji odvaja mediteransku i saharsku klimu.
Godišnji broj padalina varira kroz regije:
- oko 1000 milimetara na sjeveru,
- oko 380 milimetara u središnjem djelu,
- oko 300 milimetara na jugu.

Ljetnu sezonu obilježava aridna klima koja je obilježena visokim vrućinama i suhosti zbog juga. Temperature variraju ovisno o položaju, nadmorskoj visini te blizini Sredozemnog mora. Prosječne temparature za cijelu zemlju variraju od 12 °C u prosincu, do 30 °C u srpnju. Zemlju karakterizira vrlo veliki broj sunčanih sati (oko 3000 sati godišnje). U područjima planina Kroumirie moguće su temperature oko 0 °C zimi te oko 50 °C ljeti u pustinjskim područjima.

### Važniji gradovi
Stopa urbanizacije u Tunisu je 64,9 % (2005.) te se godišnje povećava stopom od 3,6 %. Najurbaniziranija su područja Tunisa i Sahela (srednjoistočni dio zemlje) koji raspolažu razvijenom gospodarskom strukturom te sadržavaju više od 40 % urbanog stanovništva. Ove dvije regije predstavljaju svaka više od petine stanovništva zemlje. Najvažniji gradovi su:
- Tunis: 728 453 stanovnika (2 083 000 u području Šireg Tunisa (Grand Tunis))
- Sfax: 265 131 stanovnika (500 000 u području Šireg Sfaxa (Grand Sfax))
- Sousse: 173 047 stanovnika (400 000 u području Šireg Sousse (Grand Sousse))
- Kairouan: 117 903 stanovnika
- Gabès: 116 323 stanovnika
- Bizerte: 114 371 stanovnika
- Ariana: 97 687 stanovnika

## Gospodarstvo
Između 1956. i 1960., vlada je, kako bi osigurala kontrolu nad ključnim sektorima, preuzela bankarski sektor te nacionalizirala poduzeća s područja transporta te proizvodnje električne energije, prirodnog plina i vode. U to isto vrijeme, 18. listopada 1958. godine, tuniški dinar postao je službena valuta. Povećanje važnosti Tuniškog općeg sindikata rada (UGTT) poveo je zemlju prema usvojenju socijalizma. Glavni zadaci tada su bili: »dekolonizacija gospodarstva«, poboljšanje životnog standarda, smanjenje ovisnosti o vanjskom kapitalu te stvaranje nacionalnog tržišta. U svibnju 1964. godine Tuniška narodna skupština objavila je dekret o izvlaštenju zemlje u stranom vlasništvu kako bi osnovala 300 državnih farmi. Ovaj je pokus propao te je ukinut u rujnu 1969. godine, nakon izvješća Svjetske banke o deficitu u državnim poduzećima.
Dolaskom Hédija Nouire na čelo vlade, država se povlači iz industrijskog sektora, čime ga otvara za privatne investicije. U stvarnosti, Tunis je nastavio subvencionirati cijene, financijski sektor bio je potpuno pod upravom vlade te se gospodarstvo zaštićivalo visokom carinskom politikom i ograničavanju uvoza. Tuniška ekonomija značajno je profitirala zahvaljujući dvijema energetskim krizama, koje su podigle cijene nafte i fosfata te zahvaljujući povećanju poljoprivredne proizvodnje i turizma. Ipak, Tunis je ostao ograničen cijenama nafte i vanjskim dugom te nemogućnosti proizvodnje konkurentnih proizvoda. Nedostatak ulaganja države u infrastrukturu još uvijek sprečava rast privatnih investicija. Između 1985. i 1986. porasle su društvene tenzije te je UGTT organizirao više štrajkova i demonstracija protiv povećanja nezaposlenosti i politike plaća. Kao posljedica, vlada je dogovorila sporazum s Međunarodnim monetarnim fondom o programu gospodarskih reformi. U roku od 18 mjeseci, stabilizirane su vanjske i unutarnje nejednakosti, vanjski dug ostao je na razumnom nivou te je postignut rast BDP-a od 4,3 %. Početkom 1980-ih, vlada je također razmišljala i o privatizaciji državnih poduzeća da bi smanjila vanjski dug. Razmatrane su bili sektori turizma, građevinarstva, industrije tekstila, poljoprivrede i ribolova te mehanike i elektrotehnike. Vlada je počela ohrabrivati lakšu industriju za proizvodnju usmjerenu izvozu osnivanjem slobodnih trgovinskih zona.
Danas Tunis ima vrlo raznoliku ekonomiju. Glavnu sektori su: poljoprivreda (masline, maslinovo ulje, agrumi, žitarice, rajčice, datulje, cikla i bademi), industrija (tekstil, obuća i automobilski dijelovi), turizam i rudarstvo (fosfati, željezo i nafta). U zadnjih 30 godina bilježi se značajan pad poljoprivredne proizvodnje za vlastite potrebe, tako je takva proizvodnja s 25 % 1975. godine pala na manje od 2 % 2000. godine. Ovakva proizvodnja još je značajna u nekim ruralnim sredinama (maslinovo ulje, jaja, mlijeko, perad te određeno voće i povrće). Na području industrije smanjuje se umiješanost vlade s povećanjem privatnog vlasništva, pojednostavljuje se porezni sustav te se pažljivo postupa s javnim dugom (budžetski deficit od 2,6 % BDP-a 2004. godine). Ukupno gledajući, prosječni rast BDP-a od 5 % 1987. dosegao je 5,8 % 2004. godine. Ovaj porast Tunis duguje najviše rastu turističkog i trgovačkog sektora. Stopa inflacije relativno je mala (2,9 % 2005. godine), ali je stopa nezaposlenosti još relativno velika. Plaće su poprilično slične plaćama u drugim zemljama u razvoju, prosječan tuniški radnik zarađuje između 115 i 130 eura mjesečno (za tjedni rad od 40 do 48 sati).
Tunis je prva mediteranska zemlja koja je potpisala sporazum o slobodnoj trgovini s Europskom unijom (17. srpnja 1995.). Sporazum je stupio na snagu 1. ožujka 1998. godine. Po ovom sporazumu, Tunis i Europska unija 2008. godine stvaraju slobodnu trgovinsku zonu. Tada će Tunis imati sličan odnos s EU kao Norveška ili Island.

| Podaci                              | Vrijednosti                    |
| ----------------------------------- | ------------------------------ |
| BDP                                 | 30,94 milijarde dolara (2005.) |
| BDP (PPP-metoda)                    | 83,54 milijarde dolara (2005.) |
| BDP po stanovniku                   | 8300 dolara (2005.)            |
| Stopa nezaposlenosti                | 14,2 % (2005.)                 |
| Vanjski dug                         | 16,09 milijarda dolara (2005.) |
| Rezerve u devizama                  | 4,375 milijarda dolara (2005.) |
| Stanovništvo ispod praga siromaštva | 7,4 % (2005.)                  |
| Ginijev koeficijent                 | 0,40 (2005.)                   |
| Zaposlenost po sektorima (1995.)    | poljoprivreda: 55 %            |
|                                     | industrija: 23 %               |
|                                     | usluge: 22 %                   |
| Izvor: CIA World Factbook 2006      |                                |

## Promet
U Tunisu se nalazi sedam međunarodnih zračnih luka, ali najvažnije transportno sredstvo u zemlji je željeznica. Željeznička mreža sastoji se od 1905 kilometara pruge te 200 kolodovora.
Cestovna mreža dugačka je 18 997 km te povezuje razne regije zemlje, kao i susjedne države, Libiju i Alžir.

## Stanovništvo
Iako se većina Tunižana (98 %) izjašnjava kao Arapi, većina su berberskog podrijetla: manje od 20 % njihove genetske strukture izvorno je s Bliskog Istoka. Tako da su Berberi, koji predstavljaju značajnu manjinu u Maroku i Alžiru, vrlo malobrojni u Tunisu. Mnoge druge civilizacije su također ostavile svoj trag na Tunižanima: Feničani, Rimljani, Vandali iz Njemačke, Arapi, Turci te na kraju Francuzi. Ovdje se naselilo i puno Maura i Židova koji su pobjegli iz Španjolske krajem 15. stoljeća.
Većina Tunižana (98 % stanovništva) su muslimani suniti (melikiti). Vrlo jaka židovska populacija, koja ovdje postoji već 2000 godina, na jugu Djerbe, danas se svela na vrlo malobrojnu skupinu koja većinom živi u području grada Tunisa. Također postoji i malobrojna zajednica kršćana.
Stanovništvo Tunisa godišnje se povećava stopom od 1,08 % te je stopa urbanizacije 2003. godine bila 63,3 %. Tunis je također i zemlja s vrlo visokom stopom emigracije: broj Tunižana u inozemstvu doseže brojku od 885 000 ljudi. Njih 83 % živi u Europi, a od toga 511 000 u Francuskoj.
| Pokazatelj                    | Vrijednost | Položaj u svijetu |
| ----------------------------- | ---------- | ----------------- |
| Ljudski razvojni indeks(2005) | 0,753      | 89 od 177         |
| Očekivana životna dob (2006)  | 75,12      | 52 od 192         |
| Stanovništvo (srpanj 2006.)   | 10 175 014 | 79 od 193         |
| Broj žena na 100 muškaraca    | 97         | –                 |

## Kultura
Tunišku kulturu obogaćuje 3000 godina stara povijest te se na njoj mogu naći tragovi punske, arapske, turske, afričke, europske i islamske kulture, kao i brojni utjecaji dinastija koje su vladale zemljom. Povijesna mjesta (Amfiteatar u El Džemu, muzeji (Nacionalni muzej u Bardou), gradska arhitektura (Sidi Bou Saïd s arapsko-andaluškim utjecajem), kuhinja (francuski bageti, sirevi i kroasani, kao i talijanske tjestenine) i glazba, svjedoče o miješanju raznih mediteranskih kultura.

### Jezici
Od svih zemalja u Magrebu Tunis je jezično najhomogeniji. Jezici koji se govore u Tunisu jesu tuniški arapski (materinski jezik većine stanovništva koji je nastao iz književnog arapskog te nema službeni status) te književni arapski (službeni jezik koji se uči od predškolskog obrazovanja). Vrlo velik broj Tunižana govori francuski (jezik kulture koji se uči od osnovne škole) te se često u osnovnoj školi predaje i engleski. U srednjoj školi obvezno je učenje četvrtog jezika, a u izboru je njemački, španjolski, talijanski, ruski i kineski. U Djerbi te nekoliko drugih regija na jugu zemlje mogu se naći govornici berberskih dijalekata chelha i nafusi. Obrazovanje je besplatno i obvezno za svu djecu do 16 godina. Stopa nepismenosti u zemlji 2004. godine bila je 22,9 %. Stopa obrazovanja djece od 6 godina bila je 99 %, jednaka i za dječake i djevojčice.

### Kinematografija
Iako je tuniška kinematografija relativno mlada, filmovi kao Halfaouine, l'enfant des terrasses i Un été à la Goulette de Férid Boughedir, redatelja Férida Boughedira, dobili su brojne međunarodne nagrade. Dani kartaške kinematografije (Les Journées cinématographiques de Carthage ili JCC) najstariji je filmski festival među zemljama u razvoju. Tuniška kinematografija, kao i pejzaž zemlje, privlače i brojne strane produkcije, tako su u Tunisu snimani Zvjezdani ratovi, Pirati, Engleski pacijent itd.

### Književnost
Tuniška književnost postoji u dva oblika: ona na arapskom i ona na francuskom jeziku. Arapska književnost u ovim prostorima postoji još od 7. stoljeća, dolaskom arapske civilizacije u regiju. Tuniška književnost na francuskom jeziku počela je osnivanjem protektorata 1881. godine. Usprkos bogatoj književnoj povijest, nacionalna produkcija vrlo je slaba: samo oko 120 knjiga na arapskom, uključujući sve žanrove, izašlo je 2000. godine. Neki od najpoznatijih tuniških pisaca jesu Aboul-Qacem Echebbi, Moncef Ghachem i Mahmoud Messaadi.

### Glazba
Tuniška glazba najviše je podložna utjecajima arapsko-andaluške, arapske te zapadnjačke glazbe. Najpoznatiji tuniški glazbeni žanr je malouf. Klasična arapska glazba svira se s tradicionalnim instrumentima kao darbuka i oud te s instrumentima specifičnim za Tunis, kao mezoued. Među poznatije tuniške pjevače spadaju Cheikh El Afrit, Mohamed Jamoussi i Habiba Msika. Poznati su i glazbenici kao Anouar Brahem ili Amina Srarfi. Vrlo je popularna i glazba iz drugih arapskih zemalja, kao Egipat, Libanon ili Sirija. U novije je vrijeme veliku popularnost stekla i zapadnjačka glazba, pa tako postoji mnoštvo grupa i festivala rocka, hip hopa, reggaea i jazza.

### Festivali
Godišnje se u zemlji održava mnoštvo međunarodnih, nacionalnih i lokalnih festivala. Većinom dominiraju glazbeni i kazališni festivali. Neki od tih festivala imaju prilično široku tematiku, kao npr. Kartaški festival, dok su drugi vrlo specifični, kao npr. Festival umjetnosti od plastike u Mahrèsu ili Tabarka Jazz Festival.

### Umjetnički zanati
Tunis je poznat po svojim umjetničkim zanatskom proizvodima:
- Lončarstvo i keramika: modeliranje i dekoracija ovih proizvoda još se obavljaju na starinski način. Najčešći motivi jesu linije, točke, križevi, pilasti oblici i sl. Najpoznatiji su ovakvi uradci iz Guellale.

- Tepisi: umjetnost izrade tepiha datira još iz otomanskog vremena.

- Nošnje: Još početkom 20. stoljeća svaka je regija imala svoju vlastitu nošnju. Danas se tradicionalna nošnja odijeva samo za svečane ceremonije i vjenčanja. Jebba je najtradicionalnija nošnja koja pokriva cijelo tijelo, a razlikuju se po kvaliteti materijala, kao i po boji.

- Mozaici: U Tunisu se nalazi najveći broj antičkih mozaika u svijetu. Ova se umjetnost razvila još u rimsko doba, a najveći mah uzela je od 2. stoljeća. Ovdje se po njihovoj izradi može govoriti o afričkoj školi.

- Papuče: općenito su muške papuče u prirodnoj boji kože. Ženske papuče obično su protkane svilom, pamukom, zlatom i srebrom, s cvjetnim motivima ili znakovima polumjeseca.

- Radovi od željeza: Tunižani svoj običaj dekoracije vrata s kovanim željezom duguju Andalužanima. Vrata su obično plava, a takva se dekoracija stavlja i na prozore te otvore za zrak na kuhinjama i kupaonicama. Kako bi sačuvali intimnost doma, vrata su rađena samo s malenim otvorima za gledanje na ulicu.

### Gastronomija
Tuniška kuhinja bogata je i raznolika te se ponešto razlikuje od kuhinja drugih država u Magrebu. Bazira se na povrću, ovčijem i goveđem mesu (u nekim regijama i devinom mesu), ribi (na obalnim područjima) te tjestenini. Bageti se također često konzumiraju uz jela. Najpopularnije jelo su špageti ili makaroni koji se poslužuju s umakom od rajčica.

### Običaji i tradicija

#### Šešija
Šešija (chéchia) oblik je pokrivala za glavu od crvenog flica koje pokriva lice. Još se uvijek može vidjeti na nekim muškarcima, makar je stil odijevanja u zemlji poprilično vesterniziran.

#### Šiša
Šiša je u arapskim zemljama, pa tako i u Tunisu, tradicionalno sredstvo za pušenje tombaka kroz cijev iz posude s vodom. Tombak je biljka vrlo slična duhanu. Žar se prekriva izbušenom aluminijskom folijom nad kojom se nalazi užareni drveni ugljen.

#### Društveni život
Iako nekad nomadi koji su bili privezani za jedno pleme, Tunižani danas održavaju bogati društveni život u zajednici. Dva mjesta u tome imaju praktički simboličku ulogu: turske kupelji i kafići.
- jer su nekad kupaonice u kućama bile malobrojne, kupelji su imale veliki značaj. Kupelji su također nekad bile jedino mjesto na koje su žene mogle ići družiti se s drugim ženama, bez nadzora muškaraca. Muškarci su većinom išli u kupelji ujutro da bi mogli razgovarati s prijateljima. Danas se smanjila higijenska uloga ovakvih mjesta te više imaju društvenu ulogu.

- kafići su tradicionalna okupljališta za muškarce, gdje se pije kava ili čaj od metvice (nikad alkohol) te se puši šiša ili cigarete i igra domino. Strankinje se mogu vidjeti u kafićima, ali rijetko Tunižanke.

Džamije su također mjesto susreta. Bile su također mjesto susretanja boraca za slobodu tijekom 1950-ih.

## Religija
Islam je glavna religija u Tunisu kojoj pripada 98 % stanovništva te zemlje. Judaizam i kršćanstvo postoje u manjim zajednicama prema kojima je većinsko stanovništvo poprilično tolerantno.
Tunižani su sačuvali i neka stara berberska vjerovanja, kao zlo oko. Često je i prakticiranje  gri-grija. U zemlji se može vidjeti puno građevina marabuta. To su grobnice mudraca u kojima se, po vjerovanju, ozdravljuju bolesni i slijepi. I danas Tunižani odlaze marabutima po savjete.
Tuniški ustav dopušta slobodno prakticiranje svih religija, sve dok je njihovo izvršavanje u skladu sa zakonom. Zabranjeno je osnivanje političkih stranaka koje se zasnivaju na religiji te je zabranjena proselitistička politika. Također je ograničeno nošenje hidžaba, pogotovo u školama i javnim institucijama. Muslimanski religijski blagdani smatraju se neradnim danima (Kurban-bajram, Ramazanski bajram, itd.). Vlada također dopušta slavljenje i nemuslimanskih blagdana.

## Šport
Tunis se posebno iskazuje u dva sporta:
- nogomet:
  - država organizator i pobjednik Afričkog kupa nacija 2004. godine
  - kvalifikacija reprezentacije na Svjetsko nogometno prvenstvo 1978., 1998., 2002. i 2006.
  - Espérance Sportive de Tunis, Club Africain, Étoile sportive du Sahel, Club sportif Sfaxien pobjednici su na više kontinentalnih i regionalnih natjecanja (Afrički kup pobjednika, Kup CAF-a, Arapska liga šampiona)

- rukomet: zemlja organizator Svjetskog prvenstva u rukometu za muškarce 2005. (4. mjesto na ovom natjecanju) te 2. mjesto na Statoil World Cup 2006. u Švedskoj.

Popularni su i drugi sportovi, kao:
- petanka – Tunis je višestruki svjetski prvak,
- košarka – posebno u područjima Monastira i Kairouana.

## Vanjske poveznice

### Vlada
- (fr.)Tuniška vlada službena stranica
- (arap.)Predstavnička komora  Arhivirana inačica izvorne stranice od 9. srpnja 2010. (Wayback Machine) službena stranica
- (fr.)Predsjednik Tunisa  Arhivirana inačica izvorne stranice od 11. prosinca 2006. (Wayback Machine) službena stranica

### Drugo
- (fr.)(arap.)(engl.)Tuniški statistički ured  Arhivirana inačica izvorne stranice od 5. prosinca 2006. (Wayback Machine)